# زابروشانی
زابروشانی (به چکی: Zabrušany) یک منطقهٔ مسکونی در جمهوری چک است که در شهرستان تپلیتسه واقع شده‌است. زابروشانی ۹٫۲۵ کیلومتر مربع مساحت و ۱٬۱۱۳ نفر جمعیت دارد و ۲۱۸ متر بالاتر از سطح دریا واقع شده‌است.